# Overacting
Unter Overacting (englisch für „übertreiben, übertrieben spielen“, auch "outrieren") versteht man in der Schauspielkunst den übertriebenen Einsatz verbaler und vor allem auch nonverbaler Ausdrucksmittel wie Gesten und Mimik. Overacting kann dazu verwendet werden, einen eigenartigen Charakter darzustellen oder die bösen Eigenschaften eines Schurken hervorzuheben.
Schlecht ausgebildete Schauspieler spielen eine Rolle meist unbeabsichtigt „übertrieben“. Auch bei guten Schauspielern kommt unbeabsichtigtes Overacting gelegentlich vor, etwa unter dem Einfluss eines schlechten Regisseurs.
Als Schauspieltechnik kann Overacting auch zur Rollencharakterisierung eingesetzt werden. Üblich ist dies insbesondere bei exzentrischen und komischen Charakteren. Namhafte „Overactors“ sind z. B. Louis de Funès, Jean Harlow, Mickey Rooney, Marilyn Monroe, Al Pacino, Peter O’Toole, Jack Nicholson, Lily Tomlin, William Shatner, Steve Martin, Bette Midler, Roberto Benigni, Kathleen Turner, Jackie Chan, Eddie Murphy, Nicolas Cage und Jim Carrey.
Da die Qualität einer Darstellung vom Publikum nicht einheitlich wahrgenommen wird, ist auch die Wahrnehmung eines übertriebenen Spiels bis zu einem gewissen Grade subjektiv. Die Bewertung der „Natürlichkeit“ einer schauspielerischen Leistung unterliegt darüber hinaus dem historischen Wandel, sodass bei Filmen der Stummfilmzeit andere Maßstäbe angelegt werden müssen als z. B. bei Gegenwartsfilmen. In Filmproduktionen, in denen Drehbuch und Regisseur die (virtuelle) Entfernung zwischen Schauspieler und Zuschauer durch die Einstellungsgröße beliebig festlegen, wird Overacting anders wahrgenommen als im Theatersaal, wo die Akteure auch für Zuschauer spielen, die in der letzten Reihe sitzen.
In der Serie Batman mit Adam West wurde überspitztes Overacting als Parodie-Element genutzt. Die Hauptdarsteller und die namhaften Gaststars übertrieben Mimik, Gestik und Betonung in einem gewollt lächerlichen Maß. Gemeinsam mit den knallbunten, minderwertigen Kulissen und Kostümen, sowie teilweise unpassend dramatischen Dialogen, imitierten die Macher der Serie erfolgreich einen billigen Superhelden-Comic.
Auch japanischen Comedy-Fernsehproduktionen wird häufig ein Overacting zugeschrieben.